# 男の怒りをぶちまけろ
『男の怒りをぶちまけろ』（おとこのいかりをぶちまけろ）は、1960年6月18日に公開された、松尾昭典監督作品。赤木圭一郎が新聞記者に扮したアクション映画作品。カラー、シネマスコープ。

## あらすじ
新聞記者の三沢は、交通事故の取材帰りに乗ったトラックでの帰り道に突然襲撃され、そのトラックはドライバーと三沢を乗せて海へと沈んだ。目が覚めると村西という男に助けられた三沢はバーに居た。この出来事を警察で話した三沢だが、警察はあくまでドライバーが飲酒をしていたために起きた事故と断定、誰も三沢の言うことを信ず。三沢は仕方なく単身事件の調査をする。

## キャスト
- 赤木圭一郎 : 三沢十郎
- 浅丘ルリ子 : 小泉章子
- 二谷英明 : 村西三次
- 渡辺美佐子 : 礼子
- 内田良平 : 有本
- 土方弘 : 橋場
- 野呂圭介 : 中田
- 嵯峨善兵 : 陳
- 木島一郎 : 夏川
- 川辺健三 : 黒木
- 藤村有弘 : 張
- 南寿美子 : 鈴江
- 木浦佑三 : 小泉
- 木下雅弘 : 坂口
- 武藤章生 : 小淵
- 雪丘恵介 : 岩井
- 柳瀬志郎 : ガン
- 青木富夫 : 野辺
- 河上信夫 : 大塚
- 小泉郁之助 : 検問所の警官
- 伊丹慶治 : 密田
- 西村晃 : 筧順造
- 金子信雄 : 稲上勇二

## スタッフ
- 監督：松尾昭典
- 企画 ：茂木了次
- 脚本：竹森竜馬、中西隆三
- 音楽：鏑木創
- 撮影：岩佐一泉
- 照明：安藤真之助
- 録音：中村敏夫
- 美術：佐谷晃能
- 編集：井上親弥
- 助監督：白鳥信一
- 現像：東洋現像所
- 色彩計測：小栗準之助
- 特殊技術：天羽四郎
- 製作主任：園山暮里
- 振付：スゴー・芳明
- 技斗：高瀬将敏

- 主題歌：「男の怒りをぶちまけろ」（作詞：中川洋一・滝田順 / 作編曲：鏑木創 / 歌：赤木圭一郎。ポリドール・レコード『霧笛が俺を呼んでいる』B面に収録）

## 併映作品
- 『俺は流れ星』